# Phasia robusta
Phasia robusta là một loài ruồi trong họ Tachinidae.